# Die Schriften des Waldschulmeisters

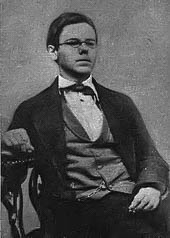
Peter Rosegger um 1865

Die Schriften des Waldschulmeisters ist ein Roman des österreichischen Schriftstellers Peter Rosegger, der 1875 bei Gustav Heckenast in Pest erschien.
In dieser „Dichotomie von Welt und Weltflucht“ wird „von einem armen, reichen, fruchtbaren und selbstlosen Leben in der Verborgenheit des Waldes“ erzählt. Der Winkelsteger Waldschulmeister Andreas Erdmann überlebt den am 22. März 1832 gestorbenen dortigen Pfarrer Pater Paulus – das ist ein abtrünniger Priester, der Einspanig genannt – um über dreißig Jahre.

## Entstehung
Wagner geht auf die Entstehungsgeschichte des Romans ein. Rosegger habe zwei Jahre an dem Text gearbeitet. Auch auf Veranlassung seines Förderers Adalbert Svoboda und seines Verlegers Gustav Heckenast habe der geplagte Autor manche Passagen dreimal umgeschrieben. Svoboda wünschte als Vorbild den französischen Roman. Heckenast hatte etwas gegen die Tagebuchform des Textes.

## Rahmenerzählung
Im Sommer 1865 bereist ein anonymer Ich-Erzähler die Alpengegend um die reißende Winkel gewissermaßen als Tourist. Er möchte den Grauen Zahn ersteigen. Jedoch des schlechten Wetters wegen sitzt er in dem Bergbauerndorf Winkelsteg am Ufer des genannten tosenden Gebirgsbaches fest und ordnet aus Langeweile in zwei Regentagen die hinterlassenen Schriften des verschollenen Schulmeisters Andreas Erdmann. Die Papiere hatte Erdmann mit Die Schriften des Waldschulmeisters betitelt. Dieser Ich-Erzähler, der schließlich als Herausgeber fungiert, behauptet: „Wildschützen sind sie alle“ und meint die Winkelsteger Einwohner. Diese hätten zum Beispiel vor dem Militärdienst die Flucht ergriffen. Erst vier Wegstunden entfernt, in der Ortschaft Holdenschlag, beginne das zivilisiertere Leben.
Letztendlich gelingt dem Herausgeber doch noch die Besteigung des Grauen Zahns. Dort oben findet er in Schnee und Eis den erfrorenen Erdmann. Dieser trägt ein Blatt mit der letzten Tagebucheintragung bei sich. Darauf steht in zittriger Schrift: „Christtag. Ich habe bei Sonnenuntergang das Meer gesehen und das Augenlicht verloren.“

## Binnenerzählung
Der zweite Ich-Erzähler in dem Roman hat einen Namen: Andreas Erdmann.

### Vorgeschichte
Der 1790 als Sohn eines Salzwerksbeamten geborene Andreas Erdmann verliert die Eltern früh. Seine Muhme Elise, eine vermögende Spielerin, hat kein Ohr für die Not des Jungen. Ein Schirmmacher nimmt ihn als Lehrburschen. Als der Meister gestorben ist, kommt Andreas bei einem Herrn als Handlanger in dessen Bücherei unter. Der Herr ermöglicht Andreas den Besuch einer Salzburger Gelehrtenschule. Dort findet Andreas unter den Studenten einen Freund – den Tuchmachersohn Heinrich. Dieser vermittelt Andreas eine Lehrerstelle im vornehmen Hause des Freiherrn von Schrankenheim. Andreas muss Hermann, den Sohn des Freiherrn, unterrichten und himmelt nebenher in hoffnungsloser Liebe die unnahbare Tochter des Hauses an. Im Jahr 1808 macht sich Andreas durch unbedachte Rede vor dem Lehrkörper der Gelehrtenschule unbeliebt und fällt prompt bei der nächsten Hauptprüfung durch. Er nimmt beim Freiherrn von Schrankenheim den Abschied, geht nach Innsbruck zu Andreas Hofer und kämpft 1809 in dessen Reihen gegen Bonaparte. Nach dreijähriger Gefangenschaft bei den Franzosen wechselt er die Seite; nimmt in den Reihen der Grande Armée am Russlandfeldzug teil und überlebt jene „Winterfahrt durch Russland“. 1813, immer noch auf der falschen Seite kämpfend, erschießt Andreas in der Schlacht bei Leipzig seinen besten Freund, den auf Seiten der Österreicher kämpfenden Studiosus Heinrich. „Andreas!“ war der Todesschrei des getroffenen „Feindes“ gewesen. Der verzweifelte Andreas zerschmettert sein Gewehr, diese Mordwaffe, an einem Stein und spaltet in seiner Wut den erstbesten französischen Offizier mit einem Schwerthieb den Schädel. Solche überhastete Sühne hilft nicht. Die Reue bleibt. Andreas sieht nur einen Ausweg. Er will in tiefer Wildnis als Einsiedler büßen. Wieder in Salzburg, begegnet der Heimkehrer den Freiherrn von Schrankenheim. Der Adlige besitzt in den Alpen Waldungen und sucht einen Lehrer für die Kinder seiner Bauern und Holzleute. Andreas akzeptiert; erreicht anno 1814 nach dreitägiger Reise die Bergbauernansiedlung Winkelsteg.

### 1814 bis 1864 in Winkelsteg
Zunächst verheimlicht Erdmann vor den Winkelstegern den Grund seines Kommens. Er macht sich nützlich; flicht Körbe, schärft Beile und Sägen der Holzschläger, gönnt sich aber auch die eine oder andere Exkursion. Besonders die Besteigung des vergletscherten Grauen Zahns – das ist die höchste Erhebung der Gegend – versucht der Ankömmling gelegentlich. Die wilden Eisschründe am Bergstock stehen der Bezwingung dieser ungeheueren Zackenkrone inmitten der Alpenwüste im ersten Anlauf zunächst im Wege. Andreas gibt nicht auf. Denn von der Alpenspitze aus will er das Meer sehen und auch das Grab Heinrichs im fernen Sachsenlande erschauen.
Kein Pfarrer kümmert sich um die Winkelwäldler – diese Analphabeten. Andreas kämpft um den Bau einer Kirche für die „zerstreuten, zerfahrenen Menschen“. Das Gotteshaus soll noch vor dem Bau der Schule stehen. Der Waldherr Freiherr von Schrankenheim sitzt weit entfernt in seinem Salzburger Palast und rührt sich nicht in der Sache. Endlich schickt er Inspektoren. Die Armen in Winkelsteg wollen anstelle der Kirche das Geld. Der Herrgott soll im Winkelwald unter freiem Himmel wohnen.
Mit der Zeit kommt Andreas bei den Winkelstegern an. Schon nennen sie ihn Redl. Er gibt den Einwohnern Familiennamen. Die Kirche verwehrt den Armen den Ehesegen. Obwohl Andreas kein Pfarrer ist, vollzieht er die Trauung des Wilderers Berthold mit dem Almmädchen Aga – ganz ohne Kirche im grünen Wald. Aga bringt ein Mädchen zur Welt. Der „Pfarrer“ tauft das Kind auf den Namen Waldlilie.
Die Winkelsteger Kirche wird erbaut. Zwar kommt der Holdenschlager Pfarrer zur Weihe, aber dann müssen die Täuflinge und die Toten – wie bisher – nach Holdenschlag gebracht werden. Die Winkelsteger könnten sich den Redl als Pfarrer gut vorstellen. Andreas ertappt den Einspanig dabei, wie der am Altar die Messe liest. Andreas will das Vorkommnis nicht melden, falls sich der „Prediger“ umgehend erklärt. Bald beichtet ihm der Einspanig, er sei ein Herrenkind gewesen. Die Mutter sei bei seiner Geburt gestorben. Sein Lehrer, ein Jesuit, sei verfolgt worden. Zum Priester der Glaubensväter geweiht, sei der Einspanig als Pater Paulus nach Rom gegangen und als Diplomat des Papstes in einem westlichen Land bis zum Beichtvater des dortigen Königs aufgestiegen. Ungehorsam im Amt beantwortet Rom mit einer Versetzung nach Ostindien. Vier Jahre hält Paulus die Hitze aus und flieht auf einem französischen Schiff nach Europa. In seinem Heimatland muss er sich zur Strafe in bestimmten Pfarrkirchen missionarisch bewähren. Als der Wanderprediger Paulus einem Beichtenden die Lossprechung von seiner Sünde ob der bedeutenden Schuld verwehrt, erhängt sich der Sünder. Darauf kehrt Paulus seiner Kongregation den Rücken, flieht der Welt und sucht Selbsterlösung in der Wildnis am Ufer der reißenden Winkel. Paulus hat Erfolg. Er heilt den Knaben Lazarus nach reichlich einjährigen Bemühn von seiner angeborenen Tobsucht. Und auf Bitten einer Winkelstegerin hat er schließlich in der neuen Kirche am Steg die Messe gelesen. Andreas verzeiht dem Einspanig, diesen zweiten heiligen Hieronymus. Anno 1820 wird der Einspanig zum Pfarrer von Winkelsteg ernannt. Die Armut bleibt im Dorfe. Nicht einmal ein Totengräber kann ernährt werden.
Der Förster redet schlecht über Hermann von Schrankenheim. Andreas, der doch seinen ehemaligen Schüler kennt, will das nicht hören. Eines Tages kommt die erlösende Nachricht. Der zukünftige Waldherr Hermann von Schrankenheim ist redlich.
Der Ich-Erzähler Andreas vollführt einen Zeitsprung über zehn Jahre ins Jahr 1830. Warum? Nun, Andreas musste sich nicht mehr Papieren mitteilen, weil er im neuen Pfarrer einen Freund gefunden hatte. Und der Bau des neuen Schulhauses hatte Andreas ganz in Anspruch genommen. Zudem ist er Choraufseher und muss Musik machen.
Vergeblich hat sich der Einspanig an den Waldherrn in Sachen Bauernbefreiung gewandt. Die Lehenslast bleibt. Und das Joch drückt weiter bei kargem Boden. Wie jeder Winkelsteger bleibt auch Andreas bettelarm. Die verstorbene Muhme Elise hat zu Lebzeiten Andreas’ Erbe verspielt. Der Schulmeister verzeiht der hingeschiedenen Verwandten. Eine Seuche grassiert unter den Winkelwäldern. Der Pfarrer stirbt. In den Häusern der Kranken hatte er sich angesteckt. Entschlummert sei der Einspanig „wie ein lächelndes Kind“.
Im Mai 1832 wird Hermann der neue Waldherr. Aus diesem Anlass erlässt er den Winkelstegern Schulden für etliche Jahre. Der neue Herr soll kränklich sein, so sagt man. Die Waldlilie schickt ihm Heilkraut nach Salzburg. Der Freiherr bedankt sich mit einem Besuch. Andreas wird zum Fremdenführer an den Ankunftsort Grabenegg zitiert. Zwei Jahre darauf – anno 1837 – erscheint Hermann wieder und heiratet in der Winkelsteger Kirche die Waldlilie. Zwar lässt der Herr am See im Gesenke ein Sommerhaus erbauen, doch er reist mit seiner jungen Frau ab in seinen Salzburger Palast. Die Einwohner bleiben verarmt wie eh und je.
Der Lazarus, zum Mann herangewachsen, erwirbt mit seiner Frau Juliana den Winkelsteger Gasthof.
Im Frühjahr 1848 stürmen Revolutionäre die Paläste. Die unnahbare Schwester Hermanns flieht nach Winkelsteg. Die Dame führt das Salzburger Leben weiter; diffamiert den Waldschulmeister als armen Schlucker, der seinerzeit die Brosamen von ihres Vaters Tisch aß.
Im Juli 1852, so erzählt Andreas, werden auch die Winkelsteger Bauern endlich aus der Leibeigenschaft entlassen. Andreas aber ist enttäuscht. Seit die Bauern frei sind, ist es, als kennten sie ihn nicht mehr, wenn sie ihm begegnen. Zu Weihnachten 1864 hat der Waldschulmeister, der bereits seit längerem an einem Augenleiden laboriert, einen jungen Lehrer als Nachfolger. Der Ruheständler ersteigt den Grauen Zahn, sieht im Abendlicht das Meer und verliert das Augenlicht. Erblindet fixiert der Waldschulmeister mit zittriger Hand sein letztes Erlebnis und erfriert in der folgenden Christnacht am Berg.

## Selbstzeugnis
- Brief vom 13. Mai 1874 an Gustav Heckenast: „Der Waldschulmeister unterscheidet sich ja auch inhaltlich  sehr bedeutend von meinen bisherigen Werken … Der eigentliche Held  des Buches ist doch dieser Pfarrer [Einspanig]; er ragt höher als der Schulmeister [Andreas Erdmann]. Die Hauptsache ist aber weder der Pfarrer noch der Schulmeister, sondern die Gemeinde [Winkelsteg], um die sich alles dreht.“[10]

## Rezeption

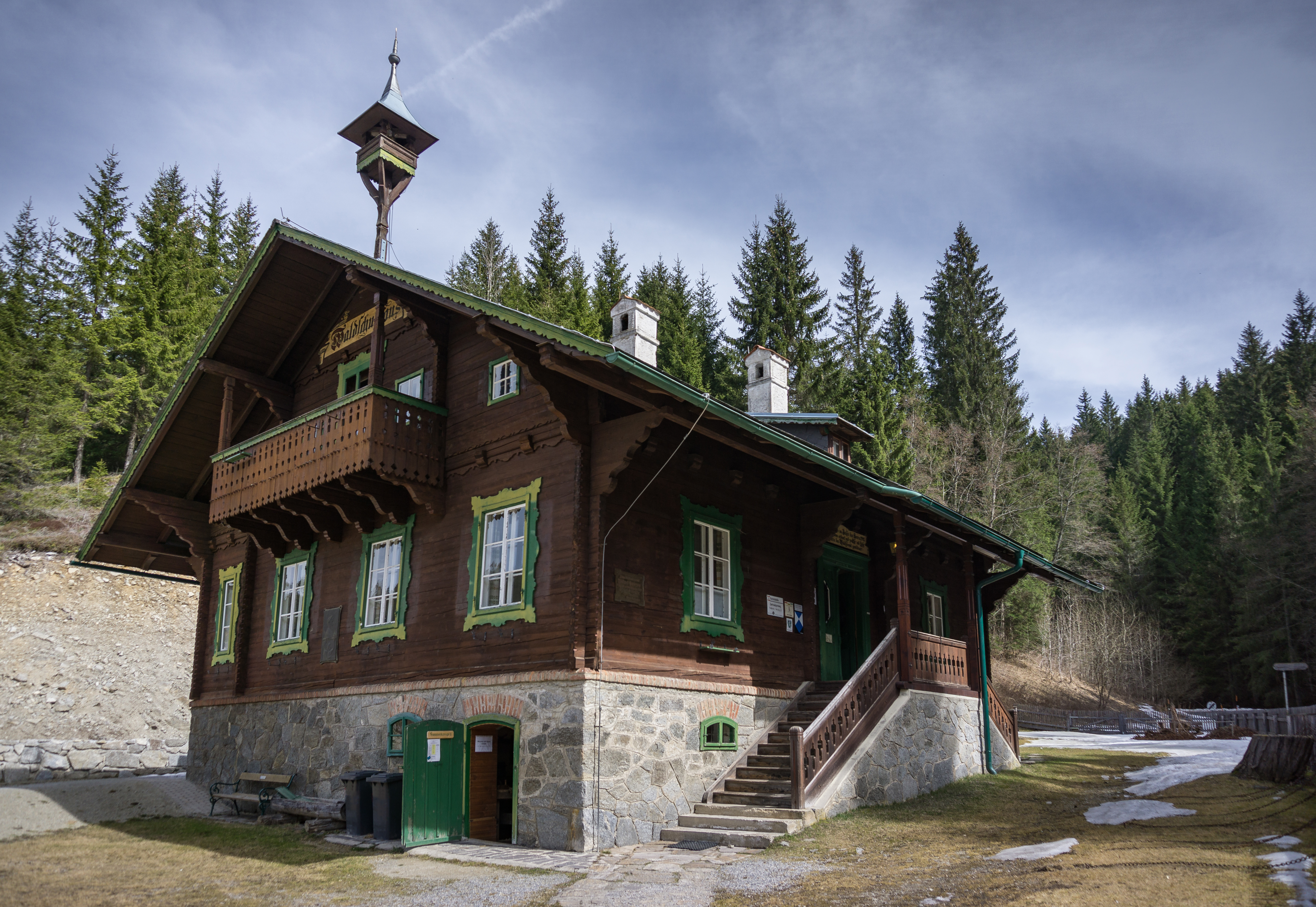
Waldschulhaus Alpl

- Hubert Lendl[11] aus Graz geht der Frage nach, wo in den Alpen sich Winkelsteg eigentlich verstecke und kommt auf Autobiographisches zu sprechen: Der Waldschulmeister Andreas Erdmann könnte Roseggers erstem Lehrer Michael Patterer nachgebildet sein. Letzterer war nach der 1848er Revolution vertrieben und von den Alpler Bauern aufgenommen worden. Rosegger selbst sei immer Waldschulmeister geblieben: 1902 konnte sein Waldschulhaus in Alpl eröffnet werden. Lendl sieht als Ursache für den „weltweiten Erfolg Roseggers“ die durchgehaltene Beschränkung des Milieus: Rosegger bleibt stets nahe an der Beschreibung der untersten Volksschichten seiner Alpenheimat.
- Der Menschenfreund Erdmann – Naturmystiker, Aufklärer und Christ zugleich – glaube an die Schaffung eines neuen Paradieses durch Menschen guten Willens in der Winkelsteger Alpenwildnis. Gleichzeitig erscheine Erdmann als Kritiker der von ihm erschaffenen Winkelsteger Sozietät. Furchtlos-unbekümmert verletzt er Regeln, wenn sie ihm inhuman erscheinen beziehungsweise, wenn er sich in der Waldeinsamkeit – von seinem Salzburger Waldherren sowie von der offiziellen Kirche alleingelassen – nicht anders zu helfen weiß.[12]
- Zivilisationskritik: Wagner[13] geht von Andreas Erdmanns Robinsoninsel aus. Latzke hatte 1943 die abgelegene Winkelsteger Waldeinsamkeit so benannt und damit auf Roseggers Defoe-Lektüre angespielt. Erdmann, von allen Segnungen der Kultur abgeschnitten, muss wie ein Schiffbrüchiger von vorn beginnen. Nach Vischer könne jede Robinsonade auch in höherem Zusammenhang als Versuch der Gesellschaftsbildung à la Rousseau angesehen werden.
- Gesellschaftskritik: Wagner konstatiert treffend
  - „Was der Roman ›Wildnis‹ nennt, ist feudaler Besitz mit untertänigen Besitzlosen.“[14]
  - Die Winkelsteger Bauern werden 1852 frei, „nachdem sie im Revolutionsjahr nicht für ihre Rechte gekämpft, sondern den adeligen Besitzern Zuflucht gewährt hatten.“[15]

### Ausgaben
- Die Schriften des Waldschulmeisters. Herausgegeben von P. K. Rosegger. Hartleben, Wien 1897 (archive.org).
- Die Schriften des Waldschulmeisters. Herausgegeben von Peter Rosegger. Staackmann. Leipzig 1913
- Peter Rosegger: Die Schriften des Waldschulmeisters. L. Staackmann, München 1979, ISBN 3-920897-16-1
- Peter Rosegger: Die Schriften des Waldschulmeisters.  S. 17–336 in: Lebens-Beschreibung und Die Schriften des Waldschulmeisters. Herausgegeben und mit einem Nachwort von Karl Wagner. Residenz Verlag, Salzburg 1993, ISBN 3-7017-0805-3 (verwendete Ausgabe)

### Sekundärliteratur
- Friedrich Theodor Vischer: Aesthetik oder Wissenschaft des Schönen. Stuttgart 1857, § 881, S. 1313
- Rudolf Latzke: Peter Rosegger. Sein Leben und sein Schaffen. Bd. 1: Der junge Rosegger. Weimar 1943, S. 234–260
- Hanna Bubeníček: landvermessen. Peter Roseggers Charaktere zwischen Utopie und Scheitern am Rande der Provinz. Ein Versuch zur Topograhie. Kapitel Schattenrisse, S. 148 in: Uwe Baur, Gerald Schöpfer und Gerhard Pail (Hrsg.): „Fremd gemacht?“ Der Volksschriftsteller Peter Rosegger. Böhlau, Wien 1988, ISBN 3-205-05091-6
- Peter Sprengel: Geschichte der deutschsprachigen Literatur 1870–1900. Von der Reichsgründung bis zur Jahrhundertwende. München 1998, ISBN 3-406-44104-1
- Joseph Berlinger: „Das Meer muß ich sehen.“ Eine Reise mit Adalbert Stifter. Morsak Verlag, Grafenau 2005, ISBN 3-86512-005-9. Info zum Buch